# مورفینان
مورفینان(به انگلیسی: Morphinan) نمونه اولیه ساختار شیمیایی یک کلاس شیمیایی بزرگ از داروهای روان‌انگیز است که شامل داروهای ضددرد افیونی، سرکوب کننده‌های سرفه و توهم‌زاهای منفک‌کننده و غیره است.

## مشتقات شیمیایی
مشتقات مستقیم مرفینان عبارتند از:
- 3-Hydroxymorphinan
- 3-Methoxymorphinan
- Butorphanol
- Cyclorphan
- Dextrallorphan
- دکسترومتورفان
- Dextrorphan
- Dimemorfan
- Ketorfanol
- لوالورفان
- Levofurethylnormorphanol
- Levomethorphan
- لووفن اسیل مورفان
- Levorphanol
- Norlevorphanol
- متورفان
- Racemorphan
- Oxilorphan
- فنومورفان
- Proxorphan
- Xorphanol

مشتقات دورتر عبارتند از:
- Cyprodime
- Drotebanol
- Nalbuphine
- Sinomenine

و همچنین موارد زیر:
- مورفین (و آنالوگ‌های طبیعی و نیمه سنتزی)

ساختار شیمیایی مورفین، (۵α,۶α)-7,8-Didehydro- 4,5-epoxy-17-methylmorphinan-3,6-diol، شاید مهم‌ترین ماده طبیعی از نوع مرفینان به حساب بیاید.

ساختار شیمیایی نالوکسان، 17-Allyl-۴٬۵α-epoxy-3,14-dihydroxymorphinan-6-one.

ساختار شیمیایی نالوکسگل، (۵α,۶α)-17-Allyl-6-[(20-hydroxy-3,6,9,12,15,18-hexaoxaicos-1-yl)oxy]-4,5-epoxymorphinan-3,14-diol

- نالوکسان

- Naloxegol

## خویشاوندان شیمیایی
ساختارهای زیر به مرفینان مربوط می‌شود:
- بنزیل‌ایزوکینولین
- هاسوبانان
- هاسوبانونین